# Раннемід (Нью-Джерсі)
Раннемід (англ. Runnemede) — місто (англ. borough) в США, в окрузі Кемден штату Нью-Джерсі. Населення — 8324 особи (2020).

## Географія
Раннемід розташований за координатами 39°51′6″ пн. ш. 75°4′29″ зх. д. / 39.85167° пн. ш. 75.07472° зх. д. (39.851738, -75.074803).  За даними Бюро перепису населення США в 2010 році місто мало площу 5,48 км², з яких 5,33 км² — суходіл та 0,15 км² — водойми.

## Демографія
Згідно з переписом 2010 року, у селищі мешкало 8468 осіб у 3370 домогосподарствах у складі 2215 родин. Було 3548 помешкань
Расовий склад населення:
| - 88,5 % — білих - 4,7 % — чорних або афроамериканців - 2,6 % — азіатів - 0,3 % — корінних американців - 2,2 % — осіб інших рас |

До двох чи більше рас належало 1,6 %. Частка іспаномовних становила 6,1 % від усіх жителів.
За віковим діапазоном населення розподілялося таким чином: 20,9 % — особи молодші 18 років, 64,4 % — особи у віці 18—64 років, 14,7 % — особи у віці 65 років та старші. Медіана віку мешканця становила 40,1 року. На 100 осіб жіночої статі у селищі припадало 92,6 чоловіків;  на 100 жінок у віці від 18 років та старших — 89,5 чоловіків також старших 18 років.
Середній дохід на одне домашнє господарство  становив 66 441 долар США (медіана — 61 885), а середній дохід на одну сім'ю — 74 821 долар (медіана — 72 206). Медіана доходів становила 51 937 доларів для чоловіків та 44 297 доларів для жінок. За межею бідності перебувало 9,5 % осіб, у тому числі 13,8 % дітей у віці до 18 років та 8,1 % осіб у віці 65 років та старших.
Цивільне працевлаштоване населення становило 4037 осіб. Основні галузі зайнятості: освіта, охорона здоров'я та соціальна допомога — 24,9 %, роздрібна торгівля — 15,2 %, виробництво — 11,5 %, науковці, спеціалісти, менеджери — 9,4 %.